# Fredrik Fant
För direktören med samma namn, se Fred Fant (1907–1999)
Carl Fredrik Michael Fant (i riksdagen kallad Fant i Södertälje), född 6 mars 1852 i Fasterna socken i Stockholms län, död 6 januari 1921 i Södertälje, var en svensk anstaltsdirektör och riksdagsledamot. Han var sonson till Georg Fredric Fant, far till Gunnar Fant samt farfar till George och Kenne Fant.
Fant, som var son till kyrkoherden i Järlåsa, Fredrik Fant (1809–1865), blev student vid Uppsala universitet 1870. Han tjänstgjorde från 1874 i fångvården som lärare och fängelseföreståndare samt anställdes 1882 såsom direktör för landets främsta uppfostringsanstalt för brottsliga och svårt vanartiga gossar, åkerbrukskolonien vid Hall. 
Hans erfarenhet i barnavårdsfrågor, vidgad genom utländska studieresor, tillgodogjordes även bland annat genom hans deltagande i 1896 års tvångsuppfostringskommitté, vars arbete låg till grund för 1902 års lag om tvångsuppfostran med mera. Han lämnade med 1916 års utgång direktörskapet vid Hall, där han efterträddes av David Lund.
Fant var ledamot av första kammaren 1916–1919, invald i Stockholms läns valkrets, han var därunder ledamot av lagutskottet till 1918. Han var även ledamot av kyrkomötet 1918.